# Xi Columbae
Xi Columbae este denumirea Bayer a unei stele gigant galben-portocalie din constelația Porumbelul. Ea are o magnitudine aparentă de 4.97 și se află la o distanță de aproximativ 328 ani-lumină (100.7 parseci) de la Pământ.
Stele α Col, ζ CMa, λ CMa, δ Col, θ Col, κ Col, λ Col, μ Col și ξ Col au format Al Ḳurūd (ألقرد - al-qird), Maimuțele.